# Orthocis abyssinicus
Orthocis abyssinicus es una especie de coleóptero de la familia Ciidae.

## Distribución geográfica
Habita en Etiopía.